# Dominic Hyam
Dominic John Hyam (Leuchars, 20 dicembre 1995) è un calciatore scozzese, difensore del Blackburn e della nazionale scozzese.

## Carriera

### Club
Ha esordito in Championship il 12 settembre 2020 disputando con il Coventry City l'incontro perso 2-1 contro il Bristol City.

### Nazionale
Ha giocato nelle nazionali giovanili scozzesi Under-19 ed Under-21.
È stato convocato per la prima volta in nazionale maggiore dal C.T. Steve Clarke nel marzo 2023, in occasione delle gare di qualificazione al campionato europeo 2024, senza scendere in campo. Esordisce il 17 giugno del medesimo anno subentrando nel finale della sfida vinta 1-2 in casa della Norvegia.

## Statistiche

### Presenze e reti nei club
Statistiche aggiornate al 16 febbraio 2022.
| Stagione             | Squadra              | Campionato           | Campionato | Campionato | Coppe nazionali | Coppe nazionali | Coppe nazionali | Coppe continentali | Coppe continentali | Coppe continentali | Altre coppe | Altre coppe | Altre coppe | Totale | Totale |
| Stagione             | Squadra              | Comp                 | Pres       | Reti       | Comp            | Pres            | Reti            | Comp               | Pres               | Reti               | Comp        | Pres        | Reti        | Pres   | Reti   |
| -------------------- | -------------------- | -------------------- | ---------- | ---------- | --------------- | --------------- | --------------- | ------------------ | ------------------ | ------------------ | ----------- | ----------- | ----------- | ------ | ------ |
| feb.-apr. 2015       | Hemel H. Town        | CS                   | 14         | 0          | FACup           | -               | -               |                    | -                  | -                  |             | -           | -           | 14     | 0      |
| 2015-feb. 2016       | Basingstoke Town     | NLS                  | 5          | 1          | FACup           | -               | -               |                    | -                  | -                  |             | -           | -           | 5      | 1      |
| feb.-mag. 2016       | Dag & Red            | FL2                  | 16         | 0          | FACup+CdL       | -               | -               |                    | -                  | -                  | FLT         | -           | -           | 16     | 0      |
| feb.-mag. 2017       | Aldershot Town       | NL                   | 3          | 0          | FACup           | -               | -               |                    | -                  | -                  |             | -           | -           | 3      | 0      |
| 2017-2018            | Coventry City        | FL2                  | 14+3       | 0          | FACup+CdL       | 1+1             | 0               |                    | -                  | -                  | FLT         | 3           | 0           | 22     | 0      |
| 2018-2019            | Coventry City        | FL1                  | 38         | 1          | FACup+CdL       | 1+1             | 0               |                    | -                  | -                  | FLT         | 1           | 0           | 41     | 1      |
| 2019-2020            | Coventry City        | FL1                  | 29         | 2          | FACup+CdL       | 6+2             | 0               |                    | -                  | -                  | FLT         | 0           | 0           | 37     | 2      |
| 2020-2021            | Coventry City        | FLC                  | 43         | 3          | FACup+CdL       | 1+1             | 0               |                    | -                  | -                  |             | -           | -           | 45     | 3      |
| 2021-2022            | Coventry City        | FLC                  | 29         | 1          | FACup+CdL       | 2+0             | 1+0             |                    | -                  | -                  |             | -           | -           | 31     | 2      |
| Totale Coventry City | Totale Coventry City | Totale Coventry City | 156        | 7          |                 | 16              | 1               |                    | -                  | -                  |             | 4           | 0           | 176    | 8      |
| 2022-2023            | Blackburn            | FLC                  | 39         | 1          | FACup+CdL       | 3+2             | 0               |                    | -                  | -                  |             | -           | -           | 44     | 1      |
| Totale carriera      | Totale carriera      | Totale carriera      | 233        | 9          |                 | 21              | 1               |                    | -                  | -                  |             | 4           | 0           | 258    | 10     |

### Cronologia presenze e reti in nazionale
| Cronologia completa delle presenze e delle reti in nazionale ― Scozia | Cronologia completa delle presenze e delle reti in nazionale ― Scozia | Cronologia completa delle presenze e delle reti in nazionale ― Scozia | Cronologia completa delle presenze e delle reti in nazionale ― Scozia | Cronologia completa delle presenze e delle reti in nazionale ― Scozia | Cronologia completa delle presenze e delle reti in nazionale ― Scozia | Cronologia completa delle presenze e delle reti in nazionale ― Scozia | Cronologia completa delle presenze e delle reti in nazionale ― Scozia |
| Data                                                                  | Città                                                                 | In casa                                                               | Risultato                                                             | Ospiti                                                                | Competizione                                                          | Reti                                                                  | Note                                                                  |
| --------------------------------------------------------------------- | --------------------------------------------------------------------- | --------------------------------------------------------------------- | --------------------------------------------------------------------- | --------------------------------------------------------------------- | --------------------------------------------------------------------- | --------------------------------------------------------------------- | --------------------------------------------------------------------- |
| 17-6-2023                                                             | Oslo                                                                  | Norvegia                                                              | 1 – 2                                                                 | Scozia                                                                | Qual. Euro 2024                                                       | -                                                                     | 90+1’                                                                 |
| Totale                                                                |                                                                       | Presenze                                                              | 1                                                                     |                                                                       | Reti                                                                  | 0                                                                     |                                                                       |

## Palmarès

### Club

#### Competizioni nazionali
- Football League One: 1

Coventry City: 2019-2020